# Sharon Tate
Sharon Tate (přechýleně Tateová, celým jménem Sharon Marie Tate Polanski; 24. ledna 1943 Dallas, Texas – 9. srpna 1969 Los Angeles, Kalifornie) byla americká herečka a modelka.

## Život

### Mládí
Narodila se v Dallasu v Texasu jako nejstarší dcera majora americké armády Paula J. Tatea a ženy v domácnosti Doris Tateové. Měla dva sourozence, Debru Tateovou a Patricii (Patti) Tateovou, která v roce 2000 zemřela na rakovinu prsu. V mládí Sharon s celou rodinou často cestovala kvůli armádnímu stylu života svého otce. Střední školu dokonce absolvovala na Vicenza American High School v italské Vicenze.

### Kariéra
Sharon byla už i jako dítě velmi hezká a s věkem její krása rostla. Sharonin půvab nezůstal dlouho bez povšimnutí a brzy pod vedením agenta Hala Gefskyho začala hrát v reklamách a dostávala roličky v některých populárních seriálech (Mister Ed, Beverly Hillbillies, Man from U.N.C.L.E). Hal Gefsky ji rovněž představil francouzskému herci Phillipe Forquetovi, se kterým měla Sharon krátký románek. Během této doby se jí ujal nový agent Martin Ransohoff, který si umínil, že ze Sharon udělá hollywoodskou hvězdu. Její příprava trvala měsíce a vyústila v jejím prvním filmu Eye of the Devil (1967). To už měla Sharon vztah s Jayem Sebringem, holywoodským kadeřníkem hvězd typu Steva McQueena a podobných. Sharon se s Jayem dokonce zasnoubila. V roce 1967 odjela do Anglie, kde se ucházela o roli v novém filmu režiséra Romana Polanského Fearless Vampire Killers (Ples upírů). Romanovi se údajně na první pohled Sharon nelíbila. Nakonec jí ovšem roli ve filmu dal. Během natáčení se mezi nimi zrodil románek, který přerostl v lásku. Sharon odvolala své zasnoubení s Jayem Sebringem a ten, ač zdrcen, zůstal jejím nejlepším přítelem a časem si oblíbil i Romana Polanského. Sharon se ve stejném roce vrátila do USA, kde natočila film Don’t Make Waves. Ke konci roku Sharon a Roman ohlásili, že se budou brát, a 20. ledna 1968 se v Londýně konala svatba. Jejich okolí bylo svatbou zaskočeno, protože kvůli četným Romanovým záletům nedávalo vztahu mnoho lidí dlouhodobé naděje. Rok 1968 Roman a Sharon prožili mezi hollywoodskou smetánkou známou jako „the beautiful people“ (krásní lidé). Natočila film Valley of the Dolls (Údolí panenek), který jí přinesl nominaci na Zlatý Glóbus (Golden Globe Award). Poté zazářila po boku Deana Martina ve filmu The Wrecking Crew, kde ji na akční scény připravoval Bruce Lee. Jejím posledním filmem byl 12+1, který byl uveden do kin až po její smrti.
Tento úspěšný pár skládající se z geniálního režiséra a „nejkrásnější ženy“ své doby byl na výsluní. Koncem roku 1968 Sharon zjistila, že je těhotná, a zdálo se, že jejímu štěstí nestojí nic v cestě. Začátkem roku 1969 si pronajali s Romanem nádherný dům na 10050 Cielo Drive s výhledem na Los Angeles. Sharon ho nazývala svým „hnízdečkem lásky“. Sotva se tam nastěhovali, museli opět odjet do Londýna kvůli Romanově práci na dalším filmu. Dům na Cielo Drive byl zatím hlídán Wojciechem (Voytkem) Frykowskim a jeho přítelkyní Abigail Folgerovou. Voytek byl spisovatel a kamarád Romana ještě z Polska a Roman mu pomohl odjet do Francie a následně do USA. Abigail byla dědičkou zakladatele kávového impéria Folger’s Coffee a i přes své nesmírné bohatství se spíše věnovala charitativním aktivitám. V červenci 1969 se Sharon vrátila do Los Angeles. Vracela se na palubě lodi Queen Elizabeth II, protože letecké společnosti odmítaly přepravovat přes oceán ženy ve vysokém stupni těhotenství. Roman se měl vrátit v polovině srpna, zrovna včas pro narození jejich dítěte.

### Konec života
Poslední týdny svého života prožila Sharon ve společnosti Voytka, Abigail a Jaye, kteří s ní zůstali bydlet, na žádost Romana, na Cielo Drive. Většinu svého času strávila přípravami na blížící se porod a dítě. Horký letní den 8. srpna 1969 strávila Sharon převážně doma. Navštívilo ji několik přátel, se kterými poobědvala. Po obědě odpočívala, jelikož své těhotenství nesnášela příliš dobře. Večer odjela s Voytkem, Abigail a Jayem na večeři do své oblíbené mexické restaurace El Coyote. Na Cielo Drive se vrátili před 22. hodinou. Pozemek na Cielo Drive měl v odlehlé části dům pro hosty, ve kterém bydlel devatenáctiletý správce pozemku William Garretson. Toho těsně před půlnoci navštívil jeho známý, student Steven Parent, který u něj setrval asi půl hodiny a pak odešel.

### Průběh vraždy
Krátce po půlnoci (tj. ráno 9. srpna 1969) přijelo k bráně domu na konci Cielo Drive auto, ve kterém seděli zfanatizovaní a zdrogovaní stoupenci Charlese Mansona, Charles „Tex“ Watson, Patricia Krenwinkelová, Susan Atkinsová a Linda Kasabianová. Charles Manson je přesvědčil, že vraždami, které by svedli na místní černochy, mohou začít podle jeho názoru nevyhnutelnou rasovou válku (tzv. Helter Skelter), ve které by přežila jenom jeho „rodina“. Watson nejdřív vyšplhal na telefonní sloup a přestřihl dráty. Pak skupina, ozbrojena revolverem a noži, prolezla přes zeď pozemku. V tom okamžiku se k nim přiblížilo auto odjíždějícího mladíka Stevena Parenta. Watson se autu postavil do cesty a začal Parenta bodat nožem. Poté ho čtyřikrát střelil do hrudi a břicha. Jeho poslední slova údajně byla: „Prosím, nezabíjejte mě, nikomu nic neřeknu“. Kasabianová dostala hysterický záchvat, protože, jak později tvrdila, si myslela, že jdou pouze loupit a ne vraždit. Watson rozhodl, že ji raději nechají hlídat vchod na pozemek. Zbytek vrahů pak pokračoval k domu. Tam Tex prořízl síťku na okně, vlezl dovnitř a vpustil Atkinsovou a Krenwinkelovou. V obývacím pokoji uviděli Voytka, který spal na gauči. Watson ho vzbudil kopancem do hlavy a Krenwinkelová ho následně svázala. Mezi tím Atkinsová, ozbrojená nožem, prošla zbytek domu. Uviděla Abigail, která si četla v posteli knížku, a ta se na ni dokonce usmála a zamávala jí, protože si myslela, že se jedná o nějakou pozdní návštěvu. Ve vedlejším pokoji na posteli seděli Sharon a Jay a tiše rozmlouvali. Atkinsová všechny pod pohrůžkou použití nože odvedla do obývacího pokoje. Watson nařídil všem být zticha a lehnout si na břicho. Sebringovi s Tateovou potom svázali ruce jedním provazem, který přehodili přes trám u stropu. Jay Sebring protestoval a poukazoval na to, že je Sharon těhotná, a Watson ho bez mrknutí oka zastřelil. Panika, která následovala, je nepředstavitelná. Watson nařídil Atkinsové, aby zabila Voytka. Ta vzala nůž, ale na sekundu zaváhala. Voytek, poměrně statný muž, toho využil, a jelikož si už před tím stačil uvolnit pouta, vyskočil a začal s Atkinsovou zápasit. Ta ho několikrát bodla do nohy a Voytek začal utíkat směrem ke vchodovým dveřím. Watson ho dostihl, střelil do něj, několikrát ho uhodil pistolí do hlavy a pak už jen ležícího Voytka zuřivě bodal. Voytek se doplazil až před dům a tam mu došly síly. Jeho tělo bylo zohavené desítkami bodnutí. Sám Watson při výpovědi uvedl, že ruka s nožem mu několikrát zajela do Voytkova těla až po předloktí. V domě se mezitím strhla rvačka mezi Abigail a Krenwinkelovou. Abigail byla několikrát bodnuta a vystartovala směrem ke dveřím vedoucím do zahrady a k bazénu. Venku ji však Krenwinkelová dostihla a spolu s Watsonem ji ubodali. Její poslední slova prý zněla: „Přestaňte, už jsem stejně mrtvá.“ V obývacím pokoji zůstala plačící Sharon a hlídající Atkinsová. Sharon prosila o život svůj a zejména svého dítěte. Dokonce navrhovala, aby jí dali dva týdny života na porod a zabili ji až poté. Atkinsová jí odvětila: „Zmlkni, děvko, nemám pro tebe špetku slitování. Chcípneš, tak si na to rychle zvykni.“ (podle jiné verze "Zmlkni, děvko, nemám pro tebe ani špetku slitování"). Atkinsová spolu s Watsonem pak Sharon šestnácti ranami ubodali (z toho pět bylo smrtelných). Ve svých posledních výkřicích volala prý boha a svoji matku. Atkinsová měla podle své první výpovědi údajně ochutnat krev umírající Tateové a dokonce při bodání měla prožívat orgasmus, sama to ale při pozdějších interview popřela. Nenarozený syn Tateové, Richard Paul Polanski, zemřel spolu s ní. Není pravda, že se útočníci pokoušeli vyříznout nenarozené dítě z její dělohy, jak psala krátce po činu některá média. Atkinsová nicméně namočila do Sharoniny krve ruku nebo ručník a na vstupní dveře její krví napsala slovo „PIG“ (Prase). Těla objevila druhý den žena z úklidové služby, která zalarmovala policii.
Sharon byla pohřbena se svým synem v náručí dne 13. srpna 1969 na hřbitově Holy Cross Cemetery v Culver City, LA. Bylo jí dvacet šest let. Pohřbu se účastnily desítky celebrit, včetně viditelně otřeseného Romana Polanského. Její zbytečná a nepochopitelná smrt dodnes fascinuje lidi po celém světě.
Manson, Watson, Krenwinkelová a Atkinsová byli několik měsíců po vraždě zatčeni za jiné drobné zločiny a postupně se ukázalo, že právě oni byli vrahy. Atkinsonová se údajně pyšně svěřila své spoluvězenkyni, která informaci předala dál. V roce 1971 byli všichni čtyři vrazi odsouzeni k trestu smrti. Ten byl po úpravě kalifornských zákonů změněn na doživotí. Kasabianová byla zproštěna viny, protože nikomu neublížila, a hlavně proto, že se stala klíčovou svědkyní v procesu s výše zmíněnými. Charles Manson zemřel 19. listopadu 2017 na následky svých zdravotních problémů. Stalo se tak v nemocnici. Susan Atkinsová zemřela v roce 2009 na rakovinu mozku, Kasabianová zemřela v roce 2023. Ostatní dosud (březen 2023) žijí.
Poslední kniha, kterou Sharon četla, byla novela Tess of D'Urberville od Thomase Hardyho, kterou nechala manželovi na stole se vzkazem, že by z ní byl skvělý film. Roman ho opravdu natočil v roce 1979 a věnoval ho své mrtvé ženě "to Sharon" (pro Sharon).

## Odraz v kultuře
- V roce 2019 byl o posledních dvou dnech jejího života natočen film The Haunting of Sharon Tate, kde ji ztvárnila Hilary Duff. Film natočil podle vlastního scénáře Daniel Farrands, hodnocení tohoto snímku jsou však spíše negativní.[7]
- Životem Sharon Tate je velmi volně inspirován americký film z roku 2019 Tenkrát v Hollywoodu (kde Tate ztvárnila Margot Robbie). Tento snímek je obecně hodnocen velmi kladně.[8]